# District de Banke
Le district de Banke (en népalais : बाँक जिल्ला) est l'un des 77 districts du Népal. Il est rattaché à la province de Lumbini. La population du district s'élevait à 485 164 habitants en 2011.

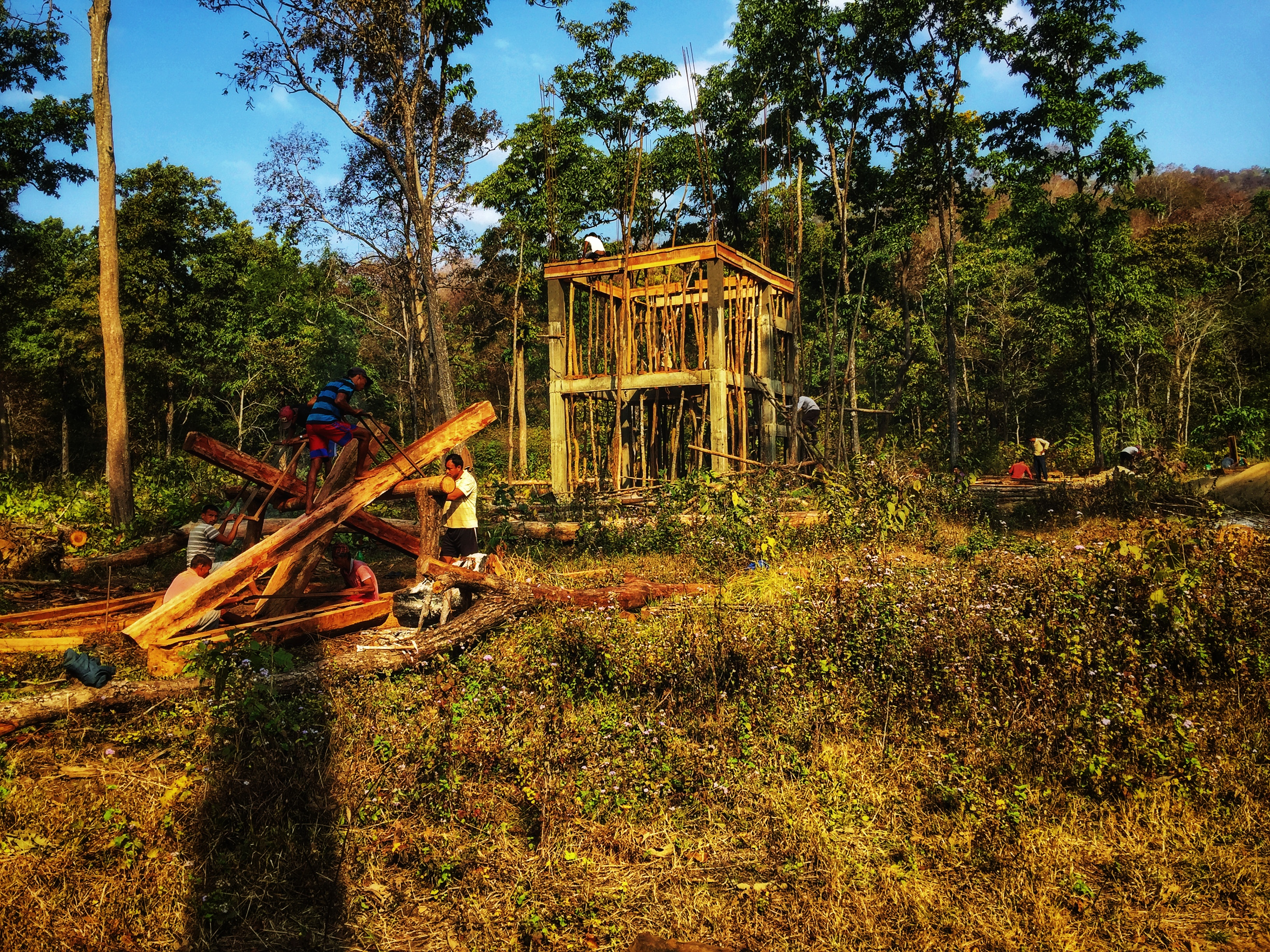
District de Banke – Vue

## Histoire
Il faisait partie de la zone de Bheri et de la région de développement Moyen-Ouest jusqu'à la réorganisation administrative de 2015 où ces entités ont disparu.

## Subdivisions administratives
Le district de Banke est subdivisé en 8 unités de niveau inférieur, dont une municipalité sous-métropolitaine, une municipalité et 6 gaunpalikas ou municipalités rurales.
| # | Nom          | Nom en népalais | Type                             | Population (2011) | Superficie (km2) |
| - | ------------ | --------------- | -------------------------------- | ----------------- | ---------------- |
| 1 | Nepalganj    | नेपालगंज           | municipalité sous-métropolitaine | 138 951           | 85,94            |
| 2 | Kohalpur     | कोहलपुर           | municipalité                     | 70 647            | 184,26           |
| 3 | Narainapur   | नरैनापुर           | municipalité                     | 34 942            | 172,34           |
| 4 | Rapti Sonari | राप्ती सोनारी         | municipalité                     | 59 946            | 1041,73          |
| 5 | Baijnath     | बैजनाथ            | municipalité                     | 54 418            | 141,67           |
| 6 | Khajura      | खजुरा             | municipalité                     | 50 961            | 101,91           |
| 7 | Duduwa       | डुडुवा             | gaunpalika                       | 37 460            | 91,1             |
| 8 | Janaki       | जानकी             | gaunpalika                       | 37 839            | 63,62            |